# 我的極品前男友
《我的極品前男友》（法語：Amour et Turbulences），中國譯為《愛情強氣流》，是一部法國浪漫喜劇電影，於2013年上映。

## 劇情簡介
茱莉（露德温·塞尼耶飾），正準備從紐約飛回巴黎完成終身大事，好運升等坐進商務艙的那一刻，老天爺卻開了個天大的玩笑；因為坐在她隔壁的，正是三年前翻臉分手的前男友，玩咖大律師安東（尼可拉斯·貝多飾）！ 安東號稱是「全巴黎女人的前男友」，他兩個禮拜換一次女友，跑趴、一夜情、劈腿，在巴黎沒有女生不認識他。在這趟的七小時飛行時間裡，茱莉打算裝作沒事，而安東卻極力想洗刷花名、挽回佳人好感……

## 演員
- 露德温·塞尼耶 - Julie
- 尼可拉斯·貝多 - Antoine
- 喬納森·科恩 - Hugo
- Arnaud Ducret - Franck
- Brigitte Catillon - Claire
- Jackie Berroyer - Arthur
- Clémentine Célarié - Marie
- Michel Vuillermoz - Georges
- Odile Vuillemin - une ex d'Antoine
- Lila Salet - Stéphanie
- Ina Castagnetti - Aïssa
- Sophie-Charlotte Husson - Nina
- Jean-Philippe Goudroye - Renat

## 外部連結
- 互联网电影数据库（IMDb）上《我的極品前男友》的资料（英文）